# Karel Otto Hrubý
Karel Otto Hrubý (15. května 1916, Vídeň – 19. července 1998, Senotín) byl český fotograf, pedagog a teoretik fotografie. V mládí působil jako hudebník. Na sklonku života se věnoval malířství.

## Život a tvorba
Po studiu na gymnáziu ve Znojmě odešel v roce 1935 studovat práva na Karlovu univerzitu do Prahy, která však nedokončil z důvodu uzavření českých vysokých škol během německé okupace roku 1939. Po přestěhování rodiny do Brna si za okupace přivydělával jako jazzový hudebník do roku 1941, kdy byl totálně nasazen v rámci Moravy. Po válce se stal fotoreportérem v Rovnosti. V roce 1947 byl v Brně kameramanem dokumentárních a reklamních filmů a potom divadelním fotografem. Od roku 1951 pracoval v redakci Květů v Praze, spolupracoval též s časopisem Svět v obrazech. V letech 1952–1977 vyučoval fotografii na Škole uměleckých řemesel v Brně (ŠUŘ) i jinde a vychoval řadu dalších fotografických osobností (např. Pavel Dias, Miroslav Myška, Petr Sikula, Jiří Horák, Rostislav Košťál, František Maršálek, Irena Armutidisová aj.). V téže době se současně živil jako profesionální fotograf na volné noze – zabýval se novinářskou, reportážní a technickou fotografií pro tehdejší časopisy, noviny, podniky a instituce, podílel se na řadě obrazových publikací. Ve volné fotografii proslul zejména jako krajinář a tvůrce momentek zahrnovaných pod pojem tzv. poezie všedního dne. Obesílal fotografické salony a soutěže. Publikoval recenze fotografických výstav a odborné texty. V roce 1974 vydal teoretickou knihu Krajinářská fotografie (spolu s Antonínem Hinštem). Po odchodu do důchodu žil na chalupě v Senotíně v jižních Čechách, kde se věnoval malířství. 

## Výstavy
- Karel Otto Hrubý – fotograf, pedagog, teoretik, Dům umění, Brno, 6. 12. 2017 – 4. 3. 2018, kurátoři: Lukáš Bártl, Antonín Dufek, Jana Vránová.[5]
- Karel Otto Hrubý: Retrospektiva, Galerie hlavního města Prahy, Dům fotografie, 7. 3. 2023 – 21. 5. 2023, Kurátoři: Lukáš Bártl, Antonín Dufek, Jana Vránová[6]